# Haltepunkt Wülfrath-Aprath
Der Haltepunkt Wülfrath-Aprath ist die derzeit einzige Bahnstation mit Personenverkehr in Wülfrath. Es handelt sich um einen Haltepunkt der S-Bahn Rhein-Ruhr. Er liegt an der Bahnstrecke Wuppertal-Vohwinkel–Essen-Überruhr. Mit dem Haltepunkt Hahnenfurth-Düssel ist inzwischen ein weiterer Haltepunkt in unmittelbarer Nähe zum Stadtgebiet Wülfrath entstanden, der jedoch auf Wuppertaler Stadtgebiet liegt.

## Geschichte
Zusammen mit der Bahnstrecke Wuppertal-Vohwinkel–Essen-Überruhr wurde der Bahnhof in Aprath am 1. Dezember 1847 von der Prinz-Wilhelm-Eisenbahn-Gesellschaft bei Streckenkilometer 4,6 eröffnet. Der Bahnhof hatte umfangreiche Gleisanlagen für den Güterverkehr, südöstlich des Bahnhofes lag eine Kalkbrennerei der Rheinischen Kalkwerke mit einem Gleisanschluss. Das Kalkwerk wurde vor 1970 stillgelegt und die Gleise wurden abgebaut. Der Personenverkehr im Bahnhof wurde 1965 eingestellt. 1990 brannte das Empfangsgebäude ab und wurde infolge des Brandschadens abgerissen.
Ende 2003 wurde der Haltepunkt als Wülfrath-Aprath reaktiviert, um Wülfrath an die neu geschaffene S-Bahn anzuschließen. Der S-Bahn-Haltepunkt ist Bestandteil der Linienführung von Hagen/Wuppertal, Essen mit Weiterführung über Gladbeck mit den Linienästen nach Recklinghausen und Haltern am See. Sie wird von der Linie S 9 der S-Bahn Rhein-Ruhr bedient.

## Bedienung
Wülfrath-Aprath ist Halt der S-Bahn-Linie 9. 
| Linie | Verlauf | Takt                                                                       |
| ----- | --- | -------------------------------------------------------------------------- |
| S 9   | Linienweg 1: Haltern am See – Marl-Hamm – Marl Mitte – GE-Hassel – GE-Buer Nord – Linienweg 2: Recklinghausen Hbf – Herten (Westf) – Hauptlinienweg: Gladbeck West – Bottrop-Boy – Bottrop Hbf – E-Dellwig Ost – E-Gerschede – E-Borbeck – E-Borbeck Süd – Essen West – Essen Hbf – E-Steele – E-Überruhr – E-Holthausen – E-Kupferdreh – Velbert-Nierenhof – Velbert-Langenberg – Velbert-Neviges – Velbert-Rosenhügel – Wülfrath-Aprath – W-Vohwinkel – W-Sonnborn – W-Zoologischer Garten – W-Steinbeck – Wuppertal Hbf – W-Unterbarmen – W-Barmen – W-Oberbarmen – W-Langerfeld – Schwelm West – Schwelm – Gevelsberg West – Gevelsberg-Kipp – Gevelsberg Hbf – Gevelsberg-Knapp – HA-Westerbauer – HA-Heubing – HA-Wehringhausen – Hagen Hbf Stand: Fahrplanwechsel Dezember 2023 | 60 min (je Linienast) 30 min (Gladbeck–Wuppertal) 60 min (Wuppertal–Hagen) |

Am Bahnhof halten zwei Buslinien der WSW mobil.
| Linie | Verlauf | Takt |
| ----- | --- | --- |
| 601   | Wülfrath-Stadtmitte – Wülfrath-Aprath Bf. – Wuppertal-Wieden – Wuppertal Hauptbahnhof                                        | 60 Min (nach Wülfrath-Stadtmitte; vor 6 Uhr und nach 14 Uhr auch nach Wuppertal-Elberfeld) 20/40 Min (nach Wuppertal-Elberfeld von 6 bis 14 Uhr) |
| 621   | Wülfrath-Aprath Bf. – Wuppertal-Wieden – Wuppertal-Vohwinkel Bf. – Vohwinkel Schwebebahnhof – Wuppertal-Vohwinkel, Dasnöckel | Einmal morgens und alle 60 Min von 13 bis 18 Uhr                                                                                                 |